# Georges Demenÿ
Georges Émile Joseph Demenÿ, ritkán: Georges Demeny  (Douai, 1850. június 12. – Párizs, 1917. október 26.) magyar gyökerekkel rendelkező francia fiziológus, fényképész, feltaláló és tornász. Franciaországban őt tekintik a tudományos alapokon nyugvó testnevelés megteremtőjének. Találmányai a korai mozgókép-rögzítéssel és visszajátszással kapcsolatosak.

## Élete

### Ifjú évei

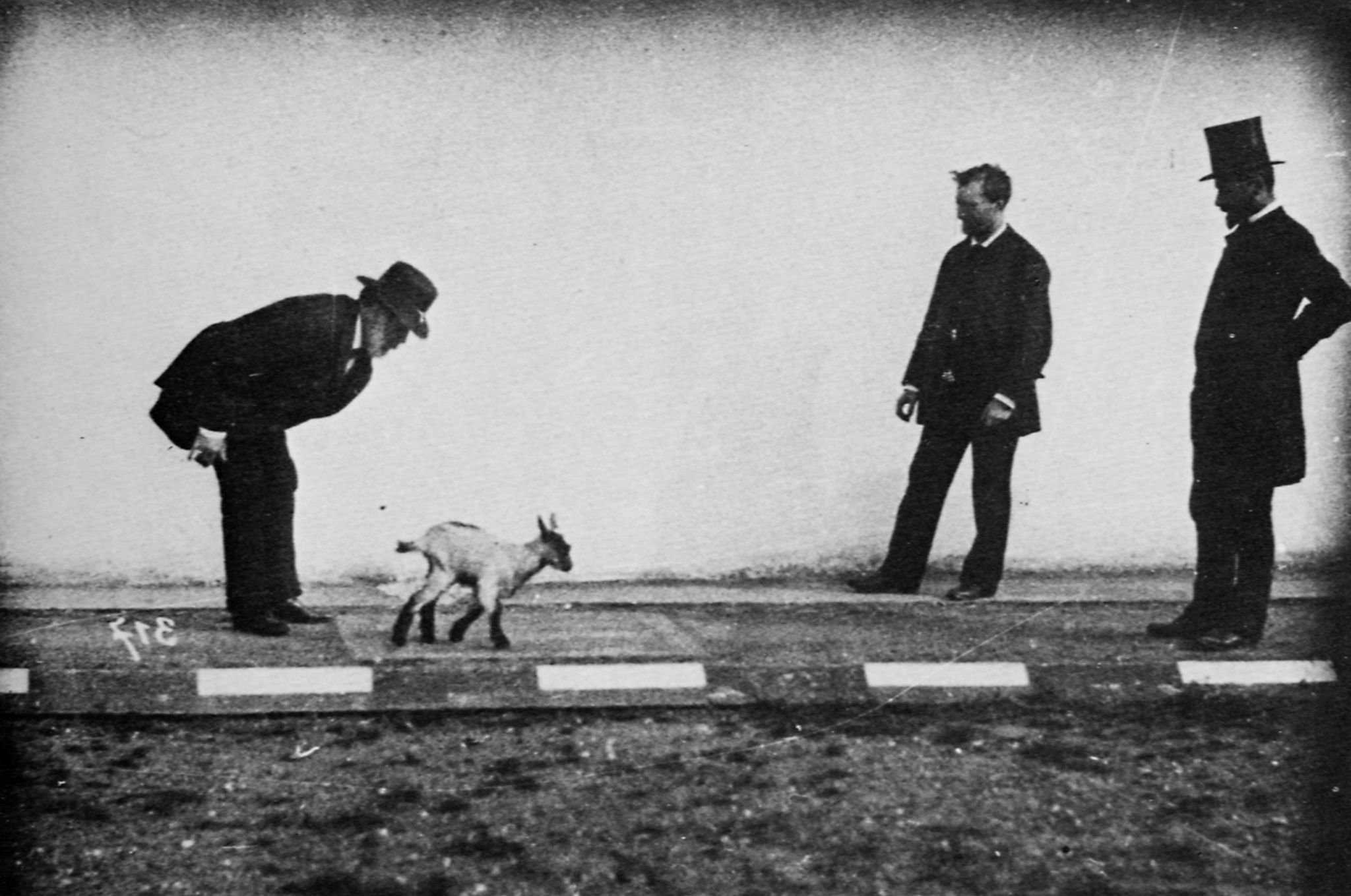
Egy kecskegida élettani vizsgálata. Balra Étienne-Jules Marey, jobbra, fedetlen fővel, Georges Demenÿ.

Apja Philippe-Joseph Demenÿ a vallon Walhain-Saint-Paul-ban született és Brüsszelben elhunyt zongoratanár, anyja Adèle Devigront (1812–1893), francia származású holland nő volt. Bátyja Paul Demeny francia költő. A család magát magyar eredetűnek vallotta, erre utal nevükben a tréma is, azonban arra vonatkozóan nem került elő dokumentum, mely ősük származott Magyarországról.
Az elemi iskolát és a gimnáziumot Douai-ban végezte, majd Lille-ben és 1874-től a párizsi Collège de France általános, Jules-Etienne Marey által vezetett orvostudományi karán folytatott fiziológiai tanulmányokat. Ezzel párhuzamosan a Sorbonne-on tanult matematikát, valamint zenei konzervatóriumba járt. Ez utóbbi elvégzése után egy ideig a párizsi opera hegedűse lett. Sokat adott fizikai állapotára, rendszeresen sportolt, látogatta a tornatermeket.
Erősen érdeklődött a tornasport mozgáselméleti kérdései iránt. Felhasználva azokat a kedvező feltételeket, amelyeket a francia törvényhozás teremtett az 1880-ban azzal, hogy törvényt fogadott el az elemi iskolai kötelező testnevelésről, elsőként kezdett foglalkozni a tornagyakorlatok tudományos tanulmányozásával. Kutatásainak eredményeit az általa még az évben alapított párizsi tornászegyesület, az Észszerű Sportgimnasztikai Kör (Cercle de gymnastique rationnelle) negyedévente megjelenő Testnevelés című lapjában tette közzé.

### Korai filmes kísérletei, találmányai
1982-től Jules-Etienne Marey asszisztenseként a mozgás tudományos vizsgálatával foglalkozott. A két kutató a Bois de Boulogne melletti Auteuil-negyedben létrehozott Fiziológiai Kutatóállomáson (Station Physiologique) állatok és emberek mozgását rögzítette szekvenciális időfényképezéssel (kronofotográfia), előbb álló helyzetből, majd mozgó platformról. Az izomerő fejlesztésének és felhasználásának az emberre vonatkozó része kifejezetten Demenÿ hatáskörébe tartozott. A mozgás érzékeltetésére a zootróp-technikát alkalmazták. A szükséges lemezek gyártására Demenÿ a Párizs melletti Levallois-Perret-ben (Seine-Saint-Denis megye) laboratóriumot rendezett be.
1988-tól készítettek először képsorozatokat fényérzékeny szalagra, majd 1890-től 90 mm széles, 1,2 m hosszú celluloidra. E kísérletezések, valamint a siketnémák képzéséhez igényelt segédeszköz fejlesztésének eredményeként Demenÿ feltalálta a „hangot láthatóvá tevő”, valójában a szájmozgást bemutató, a hangot és a mozgó képet szinkronizáló, 42 cm átmérőjű korongon körben elhelyezett átlátszó képek sorozatvetítésére szolgáló fonoszkópot, melyet 1892. március 3-án szabadalmaztatott. Az elnevezés sem véletlen: már szabadalmában megemlíti, hogy az így rögzített és visszajátszott képek elvileg fonográffal is összeköthetők. A készülék 1892-es párizsi nemzetközi fotográfiai kiállításon aratott sikere után Demenÿ az időfényképezés kereskedelmi értékesítésére törekedett. 1892. december 20-án megalapította a Fonoszkóp Társaságot (Société Générale du Phonoscope). Mivel Marey professzor e vállalkozásban nem kívánt részt venni, kapcsolatuk fokozatosan megromlott, végül Demenÿ 1894-ben elhagyta a kutatóállomást. Felmondása után – Marey kérésére – a párizsi tudományos szabad főiskola, a Collège de France is elbocsájtotta Demenÿ-t soraiból. Levallois-Perret-i laboratóriumában több száz fonoszkópfelvételt készített, a legkülönfélébb témákban: a kánkántáncosnő, a kígyótáncos, a kisgyermek első lépései, a vonat áthaladása stb.
1893. október 10-én egy újabb szerkezetet szabadalmaztatott: a 60 mm széles, tetszőleges méretű tárorsóból a másik, fogadó orsóra haladó fényérzékeny, perforált, a képkapu előtt és után gumihengerrel továbbított szalagot egy utánuk elhelyezett excentrikus vezértengelyű csap rángatta. Ily módon folyamatosan forgó alkatrészek segítségével sikerült elérni a szalag szaggatott mozgását. Ez a „verő-mechanika” képezte az új filmfelvevő és -vetítő készülékének, a kronofotográfnak lényegét; később számos más fejlesztésű vetítőgép is használta. Demenÿ már ezzel a mechanikával rögzítette Louis Pasteur temetését október 5-én.
Erőfeszítéseit üzleti siker nem koronázta. A készülékek gyártásával a Fotográfia Társaságot (Comptoir Général de la Photographie) bízta meg, de a vállalat igazgatója pereskedés miatt nem tudta a vállalt munkát teljesíteni. Ekkor Demenÿ a Lumière-fivérekhez fordult segítségért, akik azonban csak akkor támogatták volna, ha megválik üzleti partnereitől, akikhez viszont 1895 nyaráig felbonthatatlan szerződés kötötte. Végül, miután a Fonoszkóp Társaság 1895-ben tönkrement, az időközben bioszkópnak átkeresztelt fonoszkóp, illetve biográfnak elnevezett, nagy mértékben tökéletesített kronofotográf jogait eladta a Fotográfia Társaságot éppen felvásárló Léon Gaumont-nak.  Ezt követően a Gaumont-üzem kérésére tökéletesítgette találmányait. 1897-ben 35 mm-es kamerát és vetítőgépet szerkesztett, amellyel Gaumont sikereket ért el. Az 1898-ban elkészült Gaumont-féle „Chrono” vetítőgép már 600 méteres filmet volt képes lejátszani. Ugyancsak Demenÿ szabadalmának felhasználásával készült el, és került forgalmazásra 1900-ban az első keskenyfilmes gép, a 15 mm-es „zsebkrono” (chrono de poche), amely alkalmas volt felvételre, vetítésre és kontaktmásolással pozitív készítésére.

### Fiziológiai kutató munkája
1901-től Demenÿ figyelme ismét a testnevelés tudományos vizsgálata és az eredmények gyakorlati megvalósítása felé fordult. 1902-ben őt bízták meg a Joinville-i Katonai Iskola (akkori hivatalos nevén: Gimnasztikai és Vívó Tanítóképző – École Normale de Gymnastique et d’Éscrime) fiziológiai laboratóriumának létrehozásával. Az iskolán előadásokat is tartott. Munkájában jól tudta hasznosítani a mozgásfázisokat bemutató kronofotografikus képeit, melyeket hallgatói közreműködésével készített. Több publikációja jelent meg. A mozgások mechanizmusa és oktatása című könyvében dolgozta ki a testnevelés tudományos alapjait. Kutatásaival és kiadványaival teljesen megújította a gimnasztikát, módosította az iskola oktatási koncepcióját. módszereit. 1903-ban Párizsban megalapította a Testnevelési Felsőfokú Tanfolyamot (Cour Supérieur d'Education Physique), egy sport- és fiziológus orvosképző iskolát.

## Emlékezete
- Szülővárosában (Douai) a helyi sportklub stadionja viseli nevét.
- 1979-ben Joël Farges forgatott Demenÿ-ről dokumentumfilmet.
- 1995-ben André Brevon készített róla egy 23 perces ismeretterjesztő filmet, Georges Demeny et les origines sportives du cinéma címmel.[18]

## Főbb publikációi
- L’Éducation physique en Suède, 1892
- Guide du maître chargé de l'enseignement des exercices physiques dans les écoles publiques et privées, 1900
- Les Bases scientifiques de l’éducation physique, 1902
- Physiologie des professions. Le violoniste, art, mécanisme, hygiène, 1905
- Cours supérieur d'éducation physique, avec Jean Philippe et Georges-Auguste Racine, 1905
- Mécanisme et éducation des mouvements, 1904 ; 1905
- Danses gymnastiques composées pour les établissements d'enseignement primaire et secondaire de jeunes filles, avec A. Sandoz, 1908
- Les Origines du cinématographe, 1909
- Science et art du mouvement. Éducation physique de la jeune fille. Éducation et harmonie des mouvements, 1911 ; 1920
- L’Éducation de l’effort, 1914 Szövege (franciául)
- Éducation physique des adolescents. Préparation sportive par la méthode synthétique avec l'art de travailler, 1917

## Bibliográfia
- Laurent Mannoni: Georges Demenÿ : Pionnier du cinéma. (franciául) Douai: Pagine. 1997.   191. o. ISBN 2912208009, ISBN 978-2912208002